# Scott Speicher

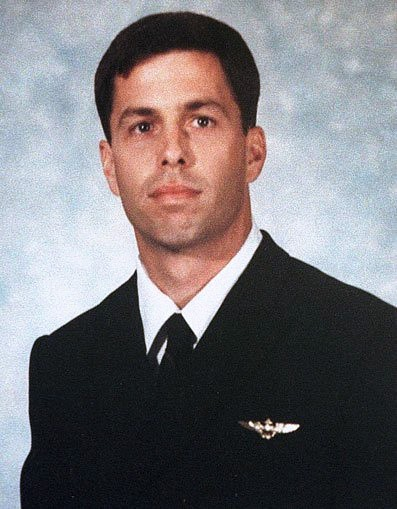
Hình chính thức của Hải quân Hoa Kỳ, khoảng 1990

Michael Scott Speicher (12 tháng 7 năm 1957– 17 tháng 1 năm 1991) là một phi công Hải quân Hoa Kỳ đã bị bắn rơi trong Chiến tranh vùng Vịnh. Ông là quân nhân Hoa Kỳ đầu tiên bị thương vong trong cuộc xung đột, mặc dù cái chết của ông không được xác nhận cho đến ngày 2 tháng 8 năm 2009. Theo Ngũ Giác Đài, Viện Giảo nghiệm Quân đội Hoa Kỳ ngày 1 tháng 8 đã xác nhận là hài cốt này, được chôn trong sa mạc và tìm thấy sau khi giới hữu trách nhận được tin tức mới từ một người dân Iraq về vụ phi cơ rớt.

## Tiểu sử
Ngay trước khi mất tích, Speicher lúc đó là một thiếu tá ở tuổi 33, trong vòng 18 năm, đã được thăng cấp lên đại tá vì tình trạng sống còn của ông không được xác định rõ ràng.

## Mất tích
Thiếu tá Scott Speicher đang lái máy bay chiến đấu F/A-18 Hornet khi ông bị bắn rơi trong sa mạc khu vực Tây-Trung Bộ Iraq khoảng 160 cây số về hướng Tây Bagdad, vào đêm 16 tháng 1, năm 1991, đêm đầu tiên của Chiến dịch Bão Sa mạc. Việc Speicher mất tích đã làm các điều tra viên thắc mắc kể từ khi chiếc phi cơ của ông bị bắn rơi.
Trong những năm sau đó, có nhiều người cho rằng hải quân đã không cố gắng hết sức để tìm Speicher, nhất là trong đêm đầu tiên khi ông bị bắn rơi. Lúc đầu Lầu Năm Góc tuyên bố thiếu tá Speicher đã chết. Nhưng do những sự kiện không rõ ràng và không tìm thấy xác, khiến giới hữu trách trong thời gian qua phải thay đổi tình trạng của ông mấy lần, sang "mất tích trong khi chiến đấu" và sau đó là "mất tích-bị bắt". Gia đình của Speicher tại Jacksonville, Florida tiếp tục đòi hỏi quân đội phải cố gắng hơn nữa để giải quyết trường hợp của ông.

## Tìm thấy thi hài
Ngày 2 tháng 8 năm 2009, giới hữu trách có được các tin tức mới hồi tháng qua từ một công dân Iraq, khiến đơn vị Thủy quân Lục chiến đang đóng trong tỉnh Anbar gửi người đến một địa điểm ngoài sa mạc, nơi tin rằng là chỗ chiếc phi cơ FA-18 Hornet của Speicher bị rớt. Theo Bộ Quốc phòng Hoa Kỳ, người du mục Bedouin đã tìm thấy xác Speicher ở nơi phi cơ rơi và họ đã chôn cất ông ngoài sa mạc. Hài cốt của Speicher đã được tìm thấy ngày 2 tháng 8, một kết cục đau buồn tiếp theo gần hai thập niên tìm hiểu về số phận của phi công Hải quân Đại tá Michael "Scott" Speicher.

## Xác nhận và tưởng niệm
Quân đội Hoa Kỳ thu hồi các mảnh xương và ông Speicher được nhận diện qua hàm răng. Một sĩ quan hải quân cao cấp nói việc tìm thấy hài cốt là chứng cớ cho thấy quân đội tìm đủ mọi cách để mang thi hài người lính về nước. "Hải quân chúng tôi sẽ không bao giờ từ bỏ nỗ lực tìm kiếm một chiến hữu, dù là bao lâu hay khó khăn đến đâu chăng nữa," theo lời Đô đốc Gary Roughead, tư lệnh hải quân.